# Radiodiffusion télévision de Djibouti
La Radiodiffusion télévision de Djibouti (RTD) est une société publique de production et diffusion de programmes diffusés à la radio et à la télévision en république de Djibouti. Elle dépendait de l'Office de radiodiffusion-télévision française (ORTF), puis de France Régions 3 jusqu'en 1977, à l'indépendance du pays.

## Historique

### Création, avant l'indépendance
La radiodiffusion commence à Djibouti dans les années 1950, durant la période coloniale.
En 1967, l’Office de radiodiffusion télévision française (ORTF) installe une station régionale d’outre-mer à Djibouti-ville.
Cette station, sans aucune infrastructure de production, est conçue pour la rediffusion des programmes des chaînes radiophoniques et télévisuelles françaises, produits en France.

### Depuis l'indépendance

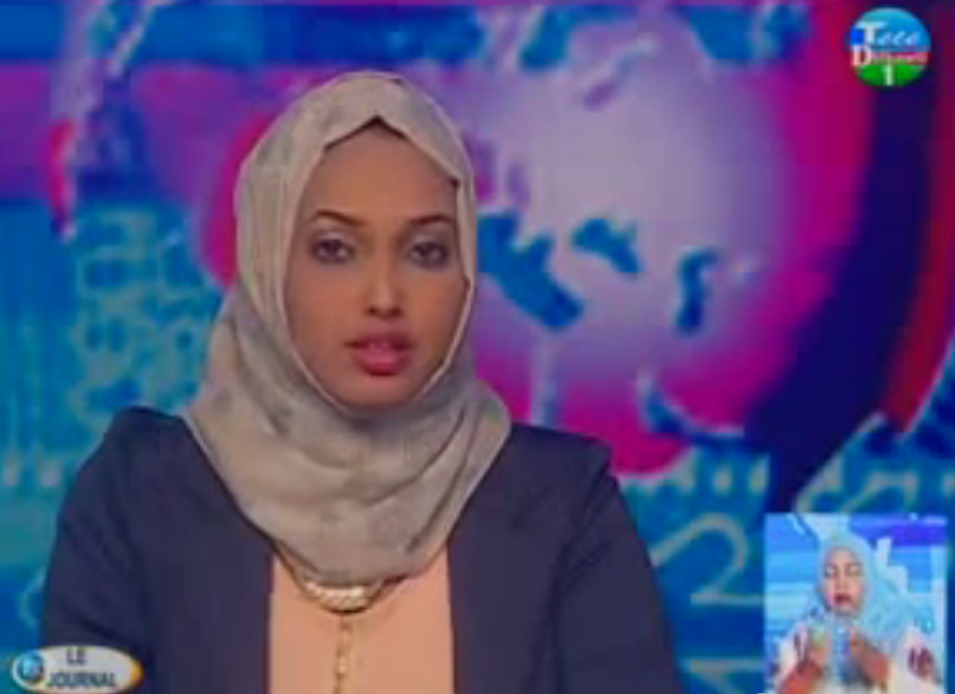
Une image de la RTD diffusant en français.

En 1977, à son indépendance, la république de Djibouti met l’accent sur ce secteur pour renforcer l’unité nationale et aider au développement du pays. Le personnel était peu formé et le matériel assez vétuste.
C’est en 1983, avec le concours de la coopération ouest-allemande, qu’un centre d’émission pour la radiodiffusion est installé à Doraleh, à proximité de la ville de Djibouti. Ce centre avait la capacité de diffuser la radio en ondes moyennes (1 539 kHz avec 20 kW), en ondes courtes (4 780 kHz avec 20 kW) et en modulation de fréquence sur l'ensemble du territoire, et de produire des émissions radios.
En 1986, un réseau de diffusion de la télévision sur les chefs lieux des régions de l’intérieur est installé. Avec ces améliorations apportées à la RTD, les studios et équipements devenaient insuffisants pour la production des programmes, elle ne produisait que 20 % des programmes diffusés.
Pour remédier à cette situation, le gouvernement japonais finança un projet d’extension d’un centre de production avec des équipements performants.
Parallèlement à cette politique d’augmentation des moyens, un renforcement des ressources humaines était entrepris. Entre 1985 et 1990, le nombre des postes télévisés est passé, en pourcentage, de 16,7 % à 21 %.